# Рэндолл, Грэм
Грэм Рэндолл (англ. Graeme Randall; род. 14 марта 1975, Эдинбург) — британский дзюдоист, чемпион и призёр чемпионатов Великобритании, призёр чемпионата Европы, чемпион мира, участник двух Олимпиад.

## Карьера
Выступал в полусредней (до 78-81 кг) весовой категории. В 1994—2001 годах шесть раз становился чемпионом и один раз бронзовым призёром чемпионатов страны. Бронзовый призёр континентального чемпионата 1999 года. Чемпион мира 1999 года.
На летних Олимпийских играх 1996 года в Атланте занял 33-е место. На следующей Олимпиаде 2000 года в Сиднее выбыл из борьбы за медали на предварительной стадии.